# Kristin Cashore

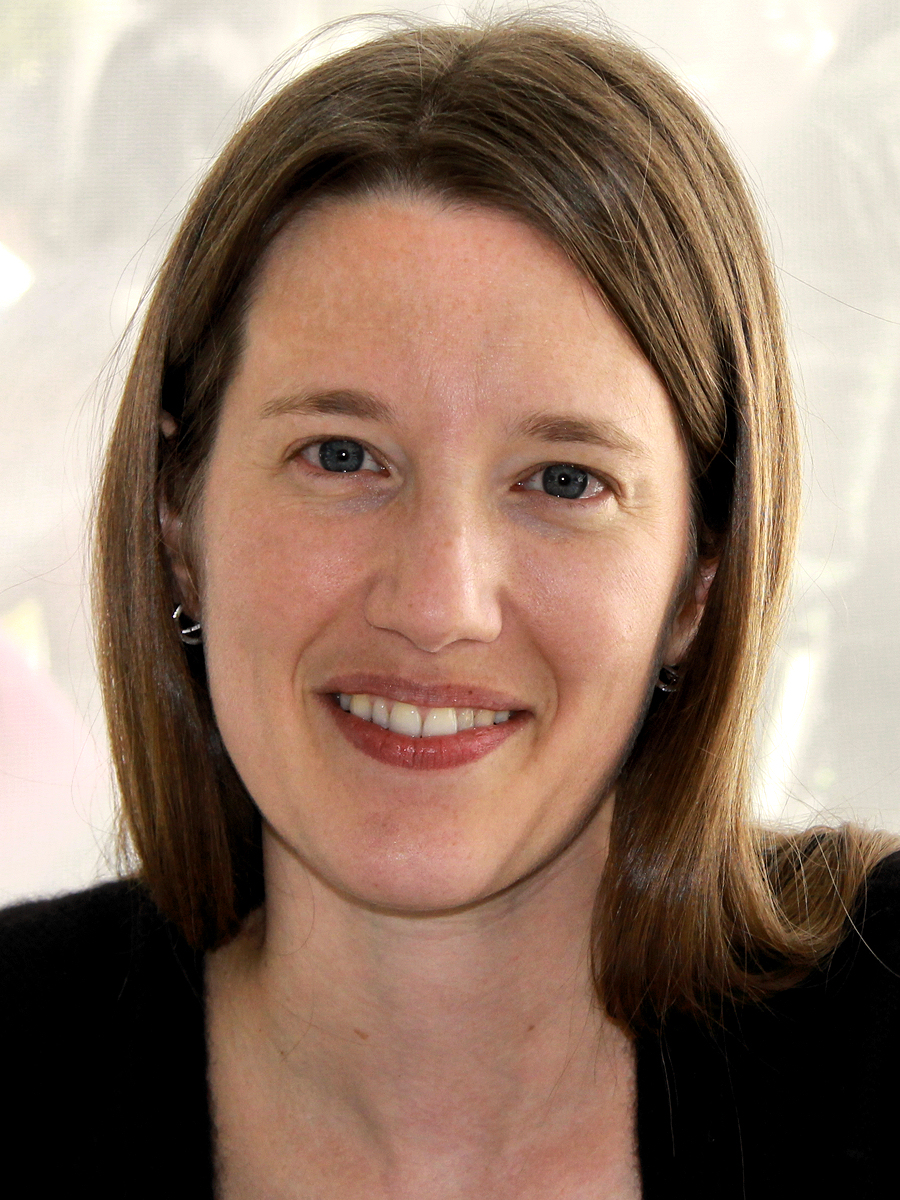

Kristin Cashore (ur. 1976) – amerykańska pisarka, twórczyni literatury młodzieżowej, autorka powieści fantasy.
Ukończyła studia licencjackie na Williams College i magisterskie na Simmons College. 
Za swoją twórczość otrzymała liczne nagrody literackie. Jej debiut powieściowy Wybrańcy został uhonorowany m.in. Nagrodą Mythopoeic oraz nagrodami: SIBA Book Award i California Young Reader Medal. Za swoją drugą powieść Iskra otrzymała m.in. nagrody: Cybils Award i Amelia Elizabeth Walden Award.

## Powieści
Trylogia Siedem królestw
1. Graceling (2008, wyd. pol. 2011 Wybrańcy)
2. Fire (2009, wyd. pol. 2011 Iskra)
3. Bitterblue (2012)

- Jane, Unlimited (2017)